# Carolyn Purdy
Carolyn Purdy-Gordon est une actrice américaine née en 1947 dans le Michigan (États-Unis). Elle a été l'épouse du réalisateur et scénariste Stuart Gordon de 1968 jusqu'à la mort de ce dernier en 2020.
Après avoir fait partie de la troupe de l'Organic Theater Company à Chicago pendant 15 ans, Carolyn Purdy-Gordon a joué dans de nombreux films réalisés par son mari, notamment dans des rôles de médecins pour les deux films adaptés de romans de H. P. Lovecraft : Re-Animator (1985) et  Aux portes de l'au-delà (1986). Dans le film Les Poupées (film, 1987), elle interprète son rôle le plus important : une très convaincante marâtre qui terrorise sa belle-fille, mais qui, finalement, sera transformée en poupée.
Un temps éloignée de l'écran, elle refait une brève apparition dans  Stuck (2007), toujours réalisé par Stuart Gordon.

## Distinctions
Elle est nommée pour un Joseph Jefferson Award 1976 comme actrice dans un rôle principal dans une pièce pour "Switch Bitch" à l'Organic Theater Company à Chicago, Illinois.

## Filmographie

### Comme actrice
- 1979 : (téléfilm) Bleacher Bums de Stuart Gordon : Rose
- 1984 : (série télévisée) E/R : Mrs. Dobbs (1 épisode)
- 1985 : Re-Animator de Stuart Gordon : Dr Harrod
- 1986 : Aux portes de l'au-delà (From Beyond) de Stuart Gordon : Dr Bloch
- 1987 : Les Poupées (Dolls) de Stuart Gordon : Rosemary Bower
- 1990 : Les Gladiateurs de l'apocalypse (Robot Jox) de Stuart Gordon : Kate
- 1991 : The Arrival de David Schmoeller : Liquor Store Woman
- 1991 : Le Puits et le Pendule (The Pit and the Pendulum) de Stuart Gordon : Contessa D'Alba Molina
- 1992 : Fortress de Stuart Gordon : Zed-10 (Voix)
- 1996 : Space Truckers de Stuart Gordon : Delia
- 2007 : Stuck - Instinct de survie (Stuck) de Stuart Gordon : Petersen
- 2012 : La véritable histoire de Blanche-Neige (Snow White: A Deadly Summer) de  David DeCoteau : Dr Beckerman

### Comme scénariste
- 1979 : Bleacher Bums
- 1984 : E/R
- 2001 : Bleacher Bums